# Lož
Lož je naselje u općini Loška dolina u južnoj Sloveniji, u blizini granice s Hrvatskom. Naselje pripada pokrajini Notranjskoj i statističkoj regiji Notranjsko-kraškoj.

## Stanovištvo
Prema popisu stanovništva iz 2002. godine Lož je imao 539 stanovnika.

### Etnički sastav
2007. godina
- Slovenci: 500 (91,3%)
- Hrvati: 27 (5%)
- Srbi: 5
- nepoznato: 15 (2,8%)

## Vanjske poveznice
- Službena stranica općine  Arhivirana inačica izvorne stranice od 18. rujna 2009. (Wayback Machine)
- Satelitska snimka naselja  Arhivirana inačica izvorne stranice od 29. srpnja 2017. (Wayback Machine)